# José Cândido Nobre
José Cândido Matos Félix Nobre (m. 2 de Outubro de 2012) foi um empresário português.

## Biografia

### Carreira
Foi um importante promotor do desenvolvimento agrícola na região do Baixo Alentejo, tendo sido um dos principais responsáveis pela afirmação da vila de Ourique como Capital do Porco Alentejano. Também esteve à frente de três grandes programas agrícolas no concelho de Ourique: uma iniciativa pioneira para a recuperação do montado de sobro e azinho, a organização do Congresso Mundial do Presunto, e a construção de uma nova sede da Associação de Criadores de Porco Alentejano, da qual exerceu como presidente.
Em 2003, alertou que grande parte da carne de porco preto no mercado nacional era falsa, tendo afirmado que cerca de «60 e 70 por cento da carne de porco preto vendida nos restaurantes não é porco alentejano», situação que tinha de ser resolvida com urgência, uma vez que os consumidores estavam «a ser enganados». Neste sentido, a Associação de Criadores de Porco Alentejano e a Direcção-Geral de Desenvolvimento Rural estavam a preparar a organização de um sistema semelhante a um caderno de especificações, onde fossem definidas as condições em que os restaurantes poderiam utilizar a designação de carne de porco preto nos seus menus.
Em 2005, defendeu o evento tradicional da matança do porco, em Barrancos, que estava envolto em polémica, tendo criticado as acusações que aquela cerimónia infringia a legislação. Alegou que aquele evento tinha «fins pedagógicos e didácticos», servindo para «descrever a forma tradicional de abate do porco alentejano», e que era «prática corrente até há meia dúzia de anos». Afirmou igualmente que a carne não seria consumida «sem observação prévia de um médico veterinário», e que todo o processo da matança seria exposto aos presentes. Em 2007, foi entrevistado pelo jornal Público na sequência da assinatura de um acordo entre os governos espanhol e chinês sobre a importação de carne de porco, tendo afirmado que esta decisão seria benéfica para a suinicultura portuguesa, uma vez  que «cerca dos 60% dos porcos alimentados a bolota no Alentejo estão todos os anos negociados por contratos com empresas espanholas». Adiantou igualmente que os criadores portugueses já tinham alertado o governo da necessidade de abrir novos mercados externos, principalmente através da redução das barreiras fito-sanitárias, embora tenha admitido que estes acordos apenas eram feitos com grandes dificuldades. Nesse ano, foi entrevistado pelo Jornal de Notícias sobre a instalação de uma nova unidade fabril em Garvão, para a transformação artesanal do suíno alentejano, tendo defendido aquele investimento devido à sua grande importância para o escoamento dos produtores locais.
Em 2009, foi entrevistado pela TVI como presidente da  Associação de Criadores de Porco Alentejano, sobre um surto de Gripe suína, tendo declarado que «o vírus não se transmite através do consumo da carne de porco e isso traz-nos tranquilidade», e salientou que o mais importante era prestar «a informação correcta» ao consumidor, de forma a esclarecer as suas preocupações. Advertiu igualmente que «os alarmismos não conduzem a nada e não trazem vantagens a ninguém», tendo afirmado que a indústria do porco alentejano estava a manter-se «com alguma estabilidade no mercado e acreditamos que esta se mantenha até a crise passar». Nesse ano, participou num colóquio sobre a raça suína alentejana, no âmbito da feira Ovibeja, tendo criticado o nome de gripe suína à pandemia, sugerindo em vez disso sugerido a denominação de «gripe mexicana», uma vez que a doença estava principalmente localizada naquele país, além que estava a atingir não só suínos mas também aves. Recordou igualmente que o vírus «não se transmite por intermédio do consumo da carne» de suíno, tendo afirmado que os consumidores não deveriam ter receio de consumir carne, principalmente a do porco alentejano, por ser «um produto de qualidade, que está ainda mais longe dos centros urbanos e é criado no extensivo. É uma carne segura, sem dúvidas». Em 2011, foi um dos participantes na cerimónia para a assinatura de um acordo de colaboração entre Portugal e a cidade espanhola de Huelva, no sentido de se organizar em território português o sétimo Congresso Mundial do Presunto, em 2013.

### Falecimento e homenagens
Faleceu em 2 de Outubro de 2012, aos 54 anos de idade, devido a uma doença prolongada, sendo nessa altura casado e com duas filhas.. O funeral teve lugar dois dias depois, no cemitério de Garvão. A Câmara Municipal de Ourique emitiu uma nota de pesar pelo seu falecimento, onde destacou os seus esforços «em prol da sua terra e da sua região», principalmente na promoção de Ourique como um importante centro do porco alentejano.
José Cândido Nobre foi homenageado durante a sessão de abertura do sétimo Congresso Mundial do Presunto, organizado em 2013 em Ourique. Também nesse ano, o seu nome foi colocado no Parque de Feiras e Leilões de Garvão, em reconhecimento dos seus esforços pela organização daquela feira anual. Durante as comemorações dos trinta anos da Associação de Criadores do Porco Alentejano, em 2020, foi recordado pelo então presidente, Nuno Faustino, como o «fundador e grande impulsionador do Porco Alentejano e de todo o Mundo Rural».